# Zdzisław Suchoszek
Zdzisław Marek Suchoszek (ur. 25 kwietnia 1942 w Strzemieszycach Wielkich, zm. 7 października 2013 w Czeladzi) – polski działacz państwowy i samorządowy, inżynier, w latach 1986–1990 prezydent Będzina, wicestarosta będziński.

## Życiorys
Absolwent technikum budowlanego w Cieszynie oraz Wydziału Budownictwa Przemysłowego i Ogólnego Politechniki Śląskiej. Pomiędzy 1961 a 1971 zatrudniony w Prezydium Powiatowej Rady Narodowej w Będzinie jako główny projektant, następnie do 1980 kolejno jako szef Wydziału Budownictwa, Urbanistyki i Architektury oraz zastępca naczelnika miasta. W latach 1980–1982 wiceprzewodniczący Wojewódzkiej Komisji Planowania w Katowicach, następnie wiceprezydent (1982–1986) i ostatni komunistyczny prezydent (1986–1990) miasta Będzina.
W latach 1990–1994 prowadził działalność gospodarczą, po czym od 1995 do 1998 kierował Urzędem Rejonowym w Będzinie. W 1998 i 2002 wybierany do rady powiatu będzińskiego z listy Sojuszu Lewicy Demokratycznej (w 2006 brak reelekcji) w kadencji 1999–2002 był wicestarostą będzińskim.
9 października 2013 pochowany na cmentarzu przy parafii św. Stanisława Biskupa i Męczennika w Czeladzi.

## Odznaczenia
Odznaczony m.in. Krzyżem Kawalerskim Orderu Odrodzenia Polski, Srebrnym i Złotym Krzyżem Zasługi oraz Złotą Odznaką „Zasłużony w Rozwoju Województwa Katowickiego”.